# Кампињанка (Вранча)
Кампињанка (рум. Câmpineanca) насеље је у Румунији у округу Вранча у општини Кампињанка. Oпштина се налази на надморској висини од 82 m.

## Становништво
Према подацима из 2011. године у насељу је живело 2155 становника.